# Estrée-Cauchy
Estrée-Cauchy ist eine französische Gemeinde mit 353 Einwohnern (Stand: 1. Januar 2022) im Département Pas-de-Calais in der Region Hauts-de-France. Sie gehört zum Arrondissement Béthune und zum Kanton Bruay-la-Buissière. Die Einwohner werden Maisnilois genannt.

## Geographie
Die Gemeinde Estrée-Cauchy liegt im Osten des Artois, etwa 15 Kilometer südlich von Béthune und 16 Kilometer nordwestlich von Arras. Umgeben wird Estrée-Cauchy von den Nachbargemeinden Fresnicourt-le-Dolmen im Norden, Servins im Nordosten und Osten, Cambligneul im Süden, Caucourt im Westen sowie Gauchin-Légal im Nordwesten.

## Bevölkerungsentwicklung
| Jahr                       | 1962 | 1968 | 1975 | 1982 | 1990 | 1999 | 2006 | 2013 | 2022 |
| -------------------------- | ---- | ---- | ---- | ---- | ---- | ---- | ---- | ---- | ---- |
| Einwohner                  | 346  | 276  | 288  | 309  | 320  | 321  | 386  | 373  | 353  |
| Quellen: Cassini und INSEE |      |      |      |      |      |      |      |      |      |

## Sehenswürdigkeiten
- Kirche Saint-Pierre aus dem 16. Jahrhundert
- Ruinen des Schlosses aus dem 15. Jahrhundert
- Wasserturm

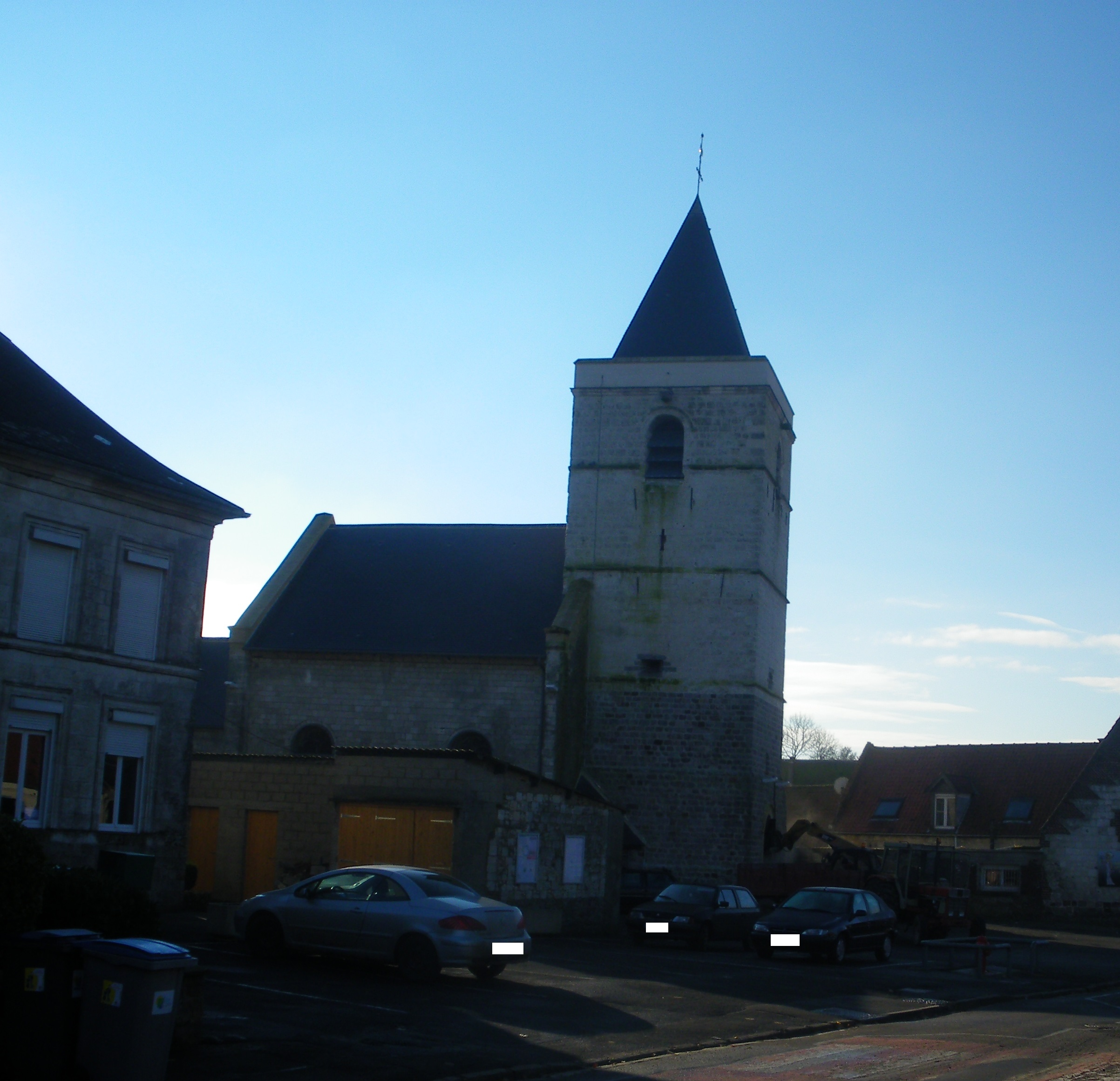
Kirche Saint-Pierre
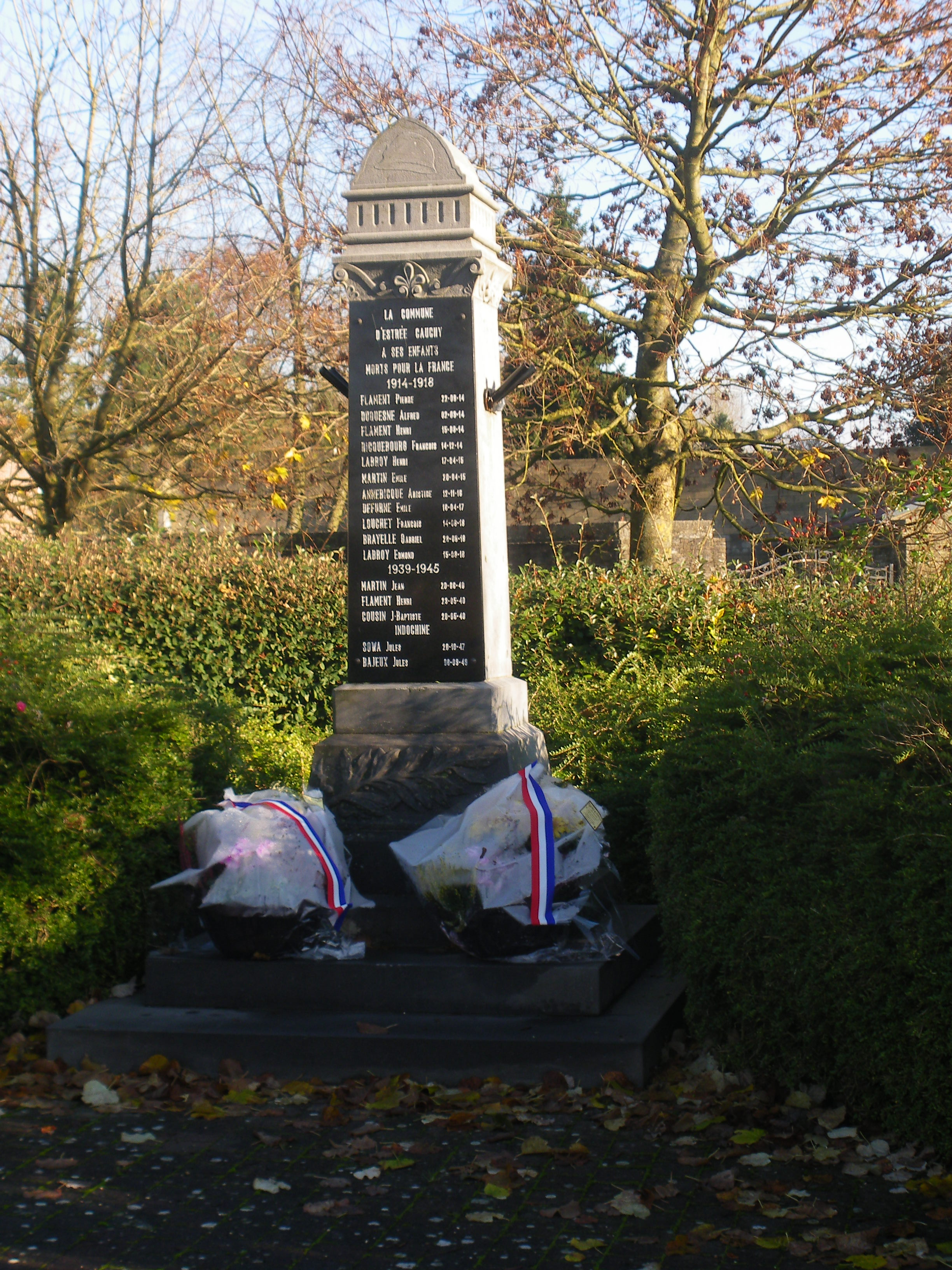
Gefallenendenkmal